# Miha Zajc

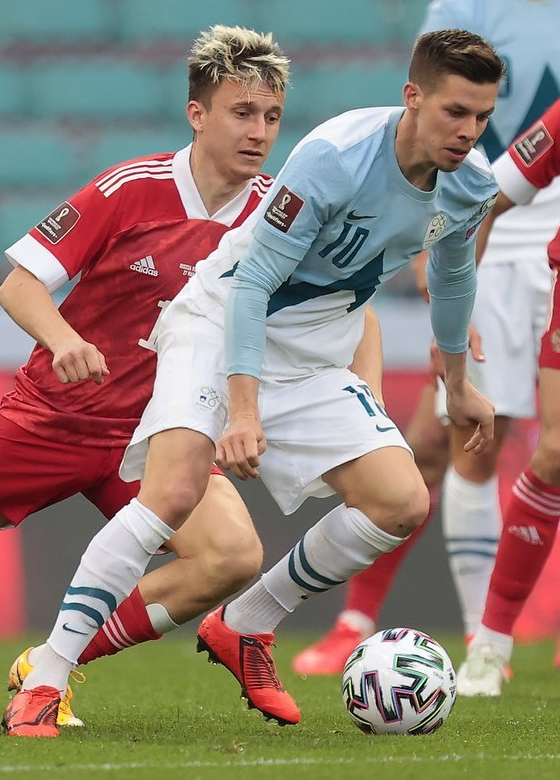
Miha Zajc pela Seleção Eslovena em 2021.

Miha Zajc (Šempeter pri Gorici, 1 de setembro de 1994) é um futebolista esloveno que atua como meio-campista. Atualmente, joga no Dínamo Zagreb.

## Carreira
Miha Zajc começou a carreira no Interblock.

## Títulos
NK Olimpija Ljubljana
- Campeonato Esloveno: 2015–16

Empoli
- Segunda Divisão Italiana: 2017–18

Fenerbahçe
- Copa da Turquia: 2022–23